# فهرست سفیران ایران در عربستان سعودی
سفارت ایران در کشور عربستان سعودی در فروردین ۱۳۰۹ در شهر جده افتتاح شد و در تیر ۱۳۶۴ به شهر ریاض منتقل شد.: ۴۷۴–۴۷۳  روابط ایران و عربستان سعودی سه بار به سال‌های ۱۳۲۲، ۱۳۶۷ و ۱۳۹۴ قطع شده و پس از چند سال، از سر گرفته شده است.

## فهرست
| ر.                                                                                              | نام                                                                         | آغاز تصدی                                                                   | پایان تصدی                                                                  | م.                                               |
| کاردار کشور شاهنشاهی ایران در پادشاهی حجاز و نجد                                                | کاردار کشور شاهنشاهی ایران در پادشاهی حجاز و نجد                            | کاردار کشور شاهنشاهی ایران در پادشاهی حجاز و نجد                            | کاردار کشور شاهنشاهی ایران در پادشاهی حجاز و نجد                            | کاردار کشور شاهنشاهی ایران در پادشاهی حجاز و نجد |
| ----------------------------------------------------------------------------------------------- | --------------------------------------------------------------------------- | --------------------------------------------------------------------------- | --------------------------------------------------------------------------- | ------------------------------------------------ |
| –                                                                                               | حبیب‌الله عین‌الملک                                                           | ۹ بهمن ۱۳۰۸                                                                 | فروردین ۱۳۱۲                                                                | : ۱۷۸                                            |
| وزیرمختار کشور شاهنشاهی ایران در پادشاهی عربستان سعودی                                          |                                                                             |                                                                             |                                                                             |                                                  |
| ۱                                                                                               | حبیب‌الله عین‌الملک                                                           | فروردین ۱۳۱۲                                                                | آذر ۱۳۱۲                                                                    | : ۱۷۹                                            |
| ۲                                                                                               | محمدعلی مقدم                                                                | آذر ۱۳۱۲                                                                    | تیر ۱۳۱۴                                                                    | : ۴۷۳                                            |
| تعطیلی سفارت ایران در جده و آکردیته شدن سفیر ایران در مصر به عربستان سعودی                      | تعطیلی سفارت ایران در جده و آکردیته شدن سفیر ایران در مصر به عربستان سعودی  | تعطیلی سفارت ایران در جده و آکردیته شدن سفیر ایران در مصر به عربستان سعودی  | تعطیلی سفارت ایران در جده و آکردیته شدن سفیر ایران در مصر به عربستان سعودی  | : ۴۷۳                                            |
| قطع روابط از بهمن ۱۳۲۲ تا مهر ۱۳۲۶                                                              | قطع روابط از بهمن ۱۳۲۲ تا مهر ۱۳۲۶                                          | قطع روابط از بهمن ۱۳۲۲ تا مهر ۱۳۲۶                                          | قطع روابط از بهمن ۱۳۲۲ تا مهر ۱۳۲۶                                          | : ۴۷۳                                            |
| ازسرگیری روابط از مهر ۱۳۲۶ و آکردیته شدن سفیر ایران در مصر به عربستان سعودی                     | ازسرگیری روابط از مهر ۱۳۲۶ و آکردیته شدن سفیر ایران در مصر به عربستان سعودی | ازسرگیری روابط از مهر ۱۳۲۶ و آکردیته شدن سفیر ایران در مصر به عربستان سعودی | ازسرگیری روابط از مهر ۱۳۲۶ و آکردیته شدن سفیر ایران در مصر به عربستان سعودی | : ۴۷۳                                            |
| ۳                                                                                               | عبدالحسین صدیق اسفندیاری                                                    | اسفند ۱۳۲۸                                                                  | آبان ۱۳۲۹                                                                   | : ۴۷۳                                            |
| ۴                                                                                               | مظفر اعلم                                                                   | مرداد ۱۳۳۰                                                                  | مرداد ۱۳۳۲                                                                  | : ۴۷۳                                            |
| ۵                                                                                               | حسین دیبا                                                                   | آذر ۱۳۳۲                                                                    | اسفند ۱۳۳۴                                                                  | : ۴۷۳                                            |
| سفیرکبیر کشور شاهنشاهی ایران در پادشاهی عربستان سعودی                                           |                                                                             |                                                                             |                                                                             |                                                  |
| ۶                                                                                               | محمود صلاحی                                                                 | اسفند ۱۳۳۴                                                                  | شهریور ۱۳۳۷                                                                 | : ۴۷۳                                            |
| ۷                                                                                               | ضیاءالدین قریب                                                              | آذر ۱۳۳۷                                                                    | دی ۱۳۴۱                                                                     | : ۴۷۳                                            |
| ۸                                                                                               | افراسیاب نوایی                                                              | اسفند ۱۳۴۱                                                                  | دی ۱۳۴۲                                                                     | : ۴۷۳                                            |
| ۹                                                                                               | محمدحسین مشایخ فریدنی                                                       | شهریور ۱۳۴۳                                                                 | شهریور ۱۳۴۷                                                                 | : ۴۷۳                                            |
| ۱۰                                                                                              | محمد قوام                                                                   | شهریور ۱۳۴۷                                                                 | اسفند ۱۳۴۸                                                                  | : ۴۷۳                                            |
| ۱۱                                                                                              | عباس فرزانگان                                                               | اسفند ۱۳۴۸                                                                  | دی ۱۳۵۰                                                                     | : ۴۷۳                                            |
| ۱۲                                                                                              | جعفر رائد                                                                   | دی ۱۳۵۰                                                                     | بهمن ۱۳۵۷                                                                   | : ۴۷۳                                            |
| سفیر جمهوری اسلامی ایران در پادشاهی عربستان سعودی                                               |                                                                             |                                                                             |                                                                             |                                                  |
| –                                                                                               | هادی صادقی (کاردار موقت)                                                    | بهمن ۱۳۵۷                                                                   | مرداد ۱۳۵۸                                                                  | : ۴۷۳                                            |
| ۱۳                                                                                              | محمدجواد رضوی                                                               | مرداد ۱۳۵۸                                                                  | فروردین ۱۳۶۰                                                                | : ۴۷۴                                            |
| ۱۴                                                                                              | علی‌اصغر نهاوندیان                                                           | فروردین ۱۳۶۰                                                                | آذر ۱۳۶۰                                                                    | : ۴۷۴                                            |
| –                                                                                               | محمد فخری (کاردار موقت)                                                     | آذر ۱۳۶۰                                                                    | شهریور ۱۳۶۱                                                                 | : ۴۷۴                                            |
| –                                                                                               | علاءالدین بروجردی (کاردار موقت)                                             | شهریور ۱۳۶۱                                                                 | فروردین ۱۳۶۲                                                                | : ۴۷۴                                            |
| –                                                                                               | مجتبی هاشمی (کاردار موقت)                                                   | فروردین ۱۳۶۲                                                                | خرداد ۱۳۶۴                                                                  | : ۴۷۴                                            |
| –                                                                                               | محمدحسین طارمی‌راد (کاردار موقت)                                             | خرداد ۱۳۶۴                                                                  | اردیبهشت ۱۳۶۷                                                               | : ۴۷۴                                            |
| قطع روابط از اردیبهشت ۱۳۶۷ تا فروردین ۱۳۷۰                                                      | قطع روابط از اردیبهشت ۱۳۶۷ تا فروردین ۱۳۷۰                                  | قطع روابط از اردیبهشت ۱۳۶۷ تا فروردین ۱۳۷۰                                  | قطع روابط از اردیبهشت ۱۳۶۷ تا فروردین ۱۳۷۰                                  | : ۴۷۴                                            |
| ۱۵                                                                                              | محمدعلی هادی نجف‌آبادی                                                       | ۱ بهمن ۱۳۷۰                                                                 | ۱۹ اردیبهشت ۱۳۷۵                                                            | [ ۳ ]                                            |
| ۱۶                                                                                              | محمدرضا نوری شاهرودی                                                        | ۱۹ اردیبهشت ۱۳۷۵                                                            | ۲۳ شهریور ۱۳۷۹                                                              | [ ۴ ]                                            |
| ۱۷                                                                                              | علی‌اصغر خاجی                                                                | ۲۳ شهریور ۱۳۷۹                                                              | ۱۴ آذر ۱۳۸۳                                                                 | [ ۵ ]                                            |
| ۱۸                                                                                              | حسین صادقی                                                                  | ۱۴ آذر ۱۳۸۳                                                                 | ۲۷ آبان ۱۳۸۵                                                                | [ ۶ ]                                            |
| ۱۹                                                                                              | سید محمد حسینی                                                              | ۲۷ آبان ۱۳۸۵                                                                | ۱ آذر ۱۳۸۸                                                                  | [ ۷ ]                                            |
| ۲۰                                                                                              | سید محمدجواد رسولی محلاتی                                                   | ۱ آذر ۱۳۸۸                                                                  | ۱ مرداد ۱۳۹۳                                                                | [ ۸ ]                                            |
| (۱۸)                                                                                            | حسین صادقی                                                                  | ۱ مرداد ۱۳۹۳                                                                | ۱۳ دی ۱۳۹۴                                                                  | [ ۹ ]                                            |
| قطع روابط از دی ۱۳۹۴ تا اسفند ۱۴۰۱ حسن زرنگار (مسئول بازگشایی سفارت) فروردین ۱۴۰۲ تا خرداد ۱۴۰۲ |                                                                             |                                                                             |                                                                             |                                                  |
| ۲۱                                                                                              | علیرضا عنایتی                                                               | ۱ خرداد ۱۴۰۲                                                                | در حال تصدی                                                                 | [ ۱۰ ]                                           |